# Dieter Anders (Jurist)
Dieter Anders (* 12. Januar 1944 in Ludwigshafen am Rhein; † 17. September 2023) war ein deutscher Jurist. Er war Generalstaatsanwalt in Frankfurt am Main.

## Leben
Nach seinem Wehrdienst studierte Anders ab 1965 Rechtswissenschaften an der Ruprecht-Karls-Universität Heidelberg und der Albert-Ludwigs-Universität Freiburg. Er war seit 1965 Mitglied der KDStV Arminia Heidelberg im CV. Nach erster und zweiter Staatsprüfung war er ab 1973 bei der Staatsanwaltschaft Frankenthal tätig. 1981 wechselte er als wissenschaftlicher Mitarbeiter zur Generalbundesanwaltschaft. 1987 wurde er Referatsleiter im Justizministerium Rheinland-Pfalz, 1988 wurde er Oberstaatsanwalt als ständiger Vertreter eines leitenden Oberstaatsanwalts in Frankenthal. Nach einem Einsatz als kommissarischer Leiter der Staatsanwaltschaft Gera im Jahre 1990 folgte 1991 die Ernennung als Oberstaatsanwalt beim Bundesgerichtshof (BGH). 1995 war er Gastdozent am United Nations Asia and Far East Institute (UNAFEI) in Fuchū.
Er war vom 1. Mai 2001 bis 1. Februar 2009 Generalstaatsanwalt beim Oberlandesgericht Frankfurt am Main und leitete in seiner Funktion die Staatsanwaltschaft bei dem OLG Frankfurt am Main. Zum 1. Februar 2009 wurde er in den Ruhestand versetzt.
Anders war in zahlreichen großen deutschen Justizfällen eingebunden. Er war beispielsweise im Sachverständigenrat zur Novellierung der Telefon- und Postüberwachung von Wohnungen. Er war zudem Sachverständiger des Europarats in Straßburg für den Aufbau rechtsstaatlicher Strafverfolgungssysteme in den Staaten des ehemaligen Warschauer Pakts und in Albanien.
Er war Oberst der Reserve und Mitglied der Clausewitz-Gesellschaft. Er verstarb am 17. September 2023.

## Schriften
- Die Bearbeitung von Tötungsdelikten. Ein praxisorientiertes Handbuch für das staatsanwaltliche Ermittlungsverfahren. Boorberg 2006, ISBN 3-415-03684-7.
- Strafrecht – quo vadis? Leipziger Universitäts-Verlag, Leipzig 2006, ISBN 3-86583-112-5.